# Couvent de la Visitation de Mayenne
Pour les articles homonymes, voir Couvent de la Visitation.
Le monastère des Visitandines de Mayenne est un monastère fondé par l'ordre de la Visitation à Mayenne au début du XIXe siècle. Il remplace l'ancien couvent des Capucins de Mayenne, dispersés pendant la Révolution.

## Histoire
En 1805, l’ordre de la Visitation est rétabli en France par Napoléon Ier à la demande de sa mère Laetitia Bonaparte. En 1818, des sœurs de la Visitation de la communauté d'Alençon s'installent à Mayenne. Elles font l'acquisition de l'ancien couvent des Capucins de Mayenne. Les religieuses de la Visitation d'Alençon arrivent à Mayenne le 1er septembre 1818. Elles sont conduites processionnellement le 15 du même mois à leur monastère. Monique-François Martin est la première supérieure.
Seules subsistaient des ruines de l'ancien couvent des Capucins, et les bâtiments sont détruits. Les sœurs font construire une première chapelle en 1838, qui est bénite le 22 juillet 1840 par l'évêque du Mans Mgr Bouvier.